# 전국용달화물자동차운송사업연합회
전국용달화물자동차운송사업연합회(全國用達貨物自動車運送事業聯合會)는 용달화물자동차운송사업의 공익성을 구현하고 정부시책을 적극 추진하며 사업자 상호간의 협조체계를 공고히 함으로써 용달화물자동차운송사업의 건전한 발전과 공동이익을 도모하기 위하여 설립된 단체이다. 서울특별시 서초구 동광로12가길 7에 위치하고 있다.

## 설립 근거
- 화물자동차 운수사업법[3]

## 연혁
- 1991년 3월 전국용달화물자동차운송사업조합연합회 발기인회 개최 및 창립총회
- 1992년 4월 초대 이승직 회장 선출
- 1992년 7월 교통부 장관 설립인가
- 1994년 8월 인사 및 복무규정 제정
- 1997년 8월 울산조합 회원 가입
- 2001년 2월 제4대 최승열 회장 취임
- 2001년 11월 제4대 서상호 회장(보선) 취임
- 2004년 1월 화물자동차운송사업 등록제에서 허가제로 전환
- 2004년 3월 제5대 추교환 회장 취임
- 2004년 7월 화물운송종사자격 시험제도 시행
- 2005년 12월 제5대 라병년 회장(보선) 취임
- 2007년 1월 제6대 박종수 회장 취임
- 2010년 3월 화물운전자복지재단 설립. 제7대 박종수 회장 취임
- 2012년 3월 사업용 화물자동차 대·폐차시스템 구축
- 2013년 3월 제8대 반길환 회장 취임
- 2013년 5월 제8대 한용환 회장(보선) 취임

## 조직

### 부회장

#### 전무이사

##### 상무이사
- 총무부
  - 총무과
- 교육지도부
  - 운영과

## 같이 보기
- 전국화물자동차운송사업연합회
- 전국화물자동차운송주선사업연합회
- 전국개별화물자동차운송사업연합회
- 화물복지재단
- 한국교통연구원